# Fredbal
Fredbal of  Fredebal of Fredbalus was een koning van de Silingen, een Vandaalse stam in de 5e eeuw.
Als koning van de Silingen werd hij door een truc van Wallia, de koning van de Visigoten, zonder enig conflict gevangengenomen tijdens de Gotische oorlog in Baetica (416) en naar de Romeinse keizer Honorius in Ravenna gestuurd.